# Фостон (город, Миннесота)
Фостон (англ. Fosston) — город в округе Полк, штат Миннесота, США. На площади 4,2 км² (4,2 км² — суша, 0,1 км² — вода), согласно переписи 2000 года, проживают 1575 человек. Плотность населения составляет 373,1 чел./км².
- Телефонный код города — 218
- Почтовый индекс — 56542
- FIPS-код города — 27-21986[1]
- GNIS-идентификатор — 0643832[2]